# Nazaria Ignacia March Mesa
Nazaria Ignacia March Mesa (Madrid, 10 de gener de 1889 - Buenos Aires, Argentina, 6 de juliol de 1943) fou una religiosa espanyola, fundadora de la congregació de les Missioneres Croades de l'Església. És venerada com a beata per l'Església Catòlica. Fou beatificada per Joan Pau II a Roma, el 27 de setembre de 1992 i canonitzada pel papa Francesc el 14 d'octubre de 2018.

## Biografia
Fou la quarta d'onze germans. Per motius econòmics, la família es va traslladar a Mèxic. Al vaixell anava un grup de Germanetes dels Ancians Desemparats, la qual cosa va fer que Nazaria hi entrés en contacte i prengués la determinació d'ingressar-hi, el 1908.
Tornà a Espanya per fer el noviciat i el 1912, amb nou companyes, és destinada per a fundar una casa a Oruro (Bolívia). Durant dotze anys es lliurà a la cura de malalts i ancians i a les obres de caritat pròpies de l'institut.
El 1920, durant uns exercicis espirituals, va tenir la idea d'agrupar altres persones per fer una congregació religiosa que fos “una croada d'amor entorn l'Església". A Bolívia hi havia poca implantació de congregacions religioses i pocs sacerdots, especialment a pagès; a més, la situació econòmica i social era complicada, especialment per a les dones.
El 16 de juny de 1925, Nazaria deixa les Germanetes i comença a l'antic Beateri de les Natzarenes d'Oruro la fundació d'una nova congregació, amb deu joves bolivianes. Començaren la seva tasca d'evangelització a les mines i el camp: Uncía, Toledo, Condo, Challapata i Poopó. Segons la fundadora, la congregació havia de "realizar la acción social de la mujer, con la mayor perfección posible y tiene por fin especial la difusión del catecismo entre niños y adultos”. Atenien nenes abandonades, visitaven presos i feien catequesi a les parròquies i, especialment, entre la gent treballadora de les mines i el camp. Volien aconseguir la millora de les condicions socials de les dones, mitjançant la seva professionalització i la defensa dels seus drets.
Fundaren, per això, el primer Sindicat d'Obreres de tot Iberoamèrica, i la Liga Católica de Damas Bolivianas per millorar el nivell cultural, moral, religiós i econòmic de la societat, especialment entre obrers i classes necessitades.
El 12 de febrer de 1927, es declara aprovada la congregació de les Germanes Missioneres de la Croada Pontifícia, pel bisbe Antezana. El 8 de juny de 1935 rep el decretum laudis pontifici, i el 9 de juny de 1947, l'aprovació definitiva de les constitucions i el nom definitiu de Missioneres Croades de l'Església.
En la mateixa línia que a Bolívia, el 10 de desembre de 1938, March fundà a Buenos Aires una associació de dones anomenada Margaritas Pontificias del Pilar, per formar-les per a treballar en Acció Catòlica. La congregació obria i mantenia escoles i tallers per a nenes pobres, a més de menjadors i obres socials per als obrers necessitats.
Durant els deu primers anys, la congregació s'estengué a Bolívia, Argentina, Espanya i Uruguai. Nazaria morí a Buenos Aires el 6 de juliol de 1943 amb fama de santedat. Per desig seu, el seu cos fou portat a Oruro el 18 de juny de 1972.